# Лесные пожары в Турции (2021)
Лесные пожары в Турции в 2021 году — масштабные лесные пожары, произошедшие на юге Турции с июля по август 2021 года. Возгорания начались 28 июля и были сконцентрированы в 30 провинциях. По данным на 1 августа, имелось 864 пострадавших от пожара, общее число жертв пожаров ко 2 августа составило 10 человек. В тушении были задействованы около 30 вертолётов и более 1800 спасателей.

## Хронология
Пожары начались 28 июля в малонаселенном районе в 75 км к востоку от Антальи. К 29 июля пожар добрался до посёлка Караоз к северу от города. К этому времени жертвами пожаров стали 3 человека, тысячи людей были эвакуированы, пожар распространился на семь регионов страны. Позже лесные пожары охватили большую часть южной части турецкого Средиземноморья.
31 июля Реджеп Тайип Эрдоган объявил пострадавшие от пожаров регионы страны в провинциях Адана, Анталья, Мугла, Мерсин и Османийе зоной бедствия.
К 31 июля были взяты под контроль 88 лесных пожаров. Продолжалось тушение десяти пожаров в провинциях Адана, Анталья, Мугла, Мерсин, Османие. К 1 августа были взяты под контроль 107 лесных пожаров. Продолжаются пять пожаров в провинциях Анталья (районы Манавгат, Гюндогмуш) и Мугла (Мармарис, Кёйджегиз, Миляс). По данным на 1 августа, общее число жертв пожаров составляет 8 человек, имеется 864 пострадавших.

## Причины
Президент Турции во время выступления в кризисном центре в Анталье заявил, что властями рассматривается версия поджога. До этого полиция Турции задержала подозреваемых в поджогах лесов в Манавгате. По данным правоохранительных органов, один из предполагаемых виновников был замечен местными жителями во время разжигания огня. Эрдоган также отметил, что к расследованию была привлечена разведка.
Лесные пожары в Турции — ежегодное явление, а 2021 год особенно благоприятен для появления новых очагов возгорания. Так, май 2021 года стал самым жарким маем в Турции за последние 50 лет, кроме того, отмечалась засуха.
Власти Турции и часть пользователей социальных сетей выразили озабоченность тем, что пожары могут быть делом рук террористов. Подозревается запрещённая в Турции организация Рабочая партия Курдистана и аффилированная с ней организация Инициатива детей огня. Обе организации имеют на своём счету поджоги на территории Турции. В 2019 году сторонники РПК уже брали ответственность за 27 поджогов в период с 11 июля по 24 августа в западных, северо-западных и южных провинциях Турции. Также они объявили об «огненной мести» властям. Один из высокопоставленных членов РПК Шемдин Сакык предупредил, о том, что организация может прибегнуть к поджогам. Руководитель РПК Мурат Карайылан «поприветствовал» пожары.
Инициатива детей огня 1 августа взяла ответственность за поджоги. В заявлении организации сказано, что на поджоги они пошли
поскольку турецкий режим не понимает никакого другого языка, пора его поставить на колени огнём
В Сети появилось видео с беспилотника, на котором неизвестные подходят к деревьям, производят некие манипуляции, после этого начинается пожар.

## Ликвидация
В ликвидации очагов возгорания было задействовано 3 самолёта, 38 вертолётов, около 4000 пожарных, дроны, 485 пожарных машин и 660 бульдозеров.
На устранение последствий пожаров было выделено около 50 миллионов турецких лир.
Власти планируют отстроить разрушенные постройки за последующий год.
По данным на 4 августа было ликвидировано и предотвращено дальнейшее распространение 146 очагов из 154.

## Привлечение самолётов других стран

### Аренда самолётов у России, катастрофа с самолётом
Россия отправила в Турцию три самолёта Бе-200 для тушения лесных пожаров, что, по словам главы комитета Госдумы по экологии и охране окружающей среды Владимира Бурматова, было продиктовано в том числе заботой о российских туристах, находящихся на отдыхе на турецких курортах.
Турция арендовала 3 российских БЕ-200, что обошлось бюджету республики в 24 млн долларов.
14 августа в провинции Кахраманмараш разбился российский пожарный самолёт Бе-200, арендованный турецкими властями. На борту находилось 8 человек. Выживших нет. Предварительно причиной катастрофы стала ошибка пилота. В случае подтверждения катастрофы по причине человеческого фактора Турецкая республика не будет компенсировать стоимость самолета.

### Иностранная помощь
- Азербайджан: 30 июля 100 сотрудников Государственной службы пожарной охраны МЧС Азербайджана отбыли в город Даламан для участия в тушении лесных пожаров[26]. 1 августа вторая группа помощи (220 пожарных и спасателей, 53 единицы пожарно-спасательной и специальной техники, один вертолет, карета скорой помощи) была отправлена наземным путем через Грузию[27]. 5 августа третья группа пожарно-спасательных сил МЧС АР (самолет-амфибия BE-200CS[28], 40 пожарных машин и 150 пожарных) прибыла в Турцию[28]. К 6 августа, как отметил президент Турции Эрдоган, более 600 профессиональных пожарных из Азербайджана участвовали в тушении лесных пожаров в Турции.
- Беларусь направила в зону бедствия два вертолёта Ми-8 МЧС РБ. Ко 2 августа они совершили 24 полёта с общим налётом более 38 часов. За это время было выполнено 346 сливов воды, доставлено 18 турецких спасателей к местам ликвидация пожаров[29].
- Украина 30 июля направила для тушения очагов пожаров два самолета авиации Государственной службы по чрезвычайным ситуациям[30].
- Иран также предоставил помощь в тушении пожаров[4].
- Европейский союз 2 августа сообщил, что направит в Турцию два спецсамолёта для тушения лесных пожаров. Один самолёт будет перебазирован из Испании, другой — из Хорватии[4][31].